# 사회민주진보동맹
사회민주진보동맹(社會民主進步同盟, Progressive Alliance of Socialists and Democrats, S&D)은 사회민주주의의 경향의 유럽의회 내 교섭단체이다. 사회민주진보동맹은 1953년 유럽의회가 생기면서 함께 만들어졌으며, 창립이래 여러 명칭을 사용해 왔다. 2009년 6월 23일부터 현재 명칭을 사용하고 있다.
이 교섭단체에는 유럽 사회당 소속 정당과 이탈리아의 민주당, 유럽 정당에 소속되어 있지는 않지만 강령상 사민주의와 가까운 여타 정당 소속 유럽의회 의원들이 속해 있다. 현재 145명이 속해 있으며, 유럽의회 내 제2의 교섭단체이다.

## 역사
사회주의 그룹은 유럽 의회의 전신이 유럽 철강 석탄 공동체 의회가 만들어진 1953년 6월 23일, 최초의 교섭단체 중 하나로 탄생했다. 사무국은 룩셈부르크에 있었다. 사회주의 그룹은 1958년 지명직 의회가 생기고, 1979년 선출직 의회로 변화하는 동안 제 1 교섭단체의 지위를 유지했다. 1987년 유럽통합법이 효력을 발생하고, 사회주의 그룹은 협력절차상 필요한 절대다수를 확보하기 위해 유럽국민당그룹을 시작한다. 좌우 연정은 유럽의회를 지배하게 되고, 두 교섭단체에서 의장을 차지했다.
1974년 각국의 사민당들은 유럽의회 밖에서 유럽공동체 사회당 협의회를 조직한다. 이 협의회는 1992년 유럽 사회당으로 이어진다. 이에 따라 1993년 4월 21일 교섭단체도 명칭을 유럽사회당 그룹으로 변경한다.
1999년 유럽의회가 상테르 집행위원회의 예산을 거부했다. 부패의혹이 유럽 사회당 소속 2명의 집행위원, 에디트 크레송과 마누엘 마린인에게 집중되었다.  유럽사회당 그룹은 초기에 집행위원회를 지지하다가 후에 지지를 철회하면서 집행위원회의 사임을 이끌어냈다.
2003년 사회당 그룹은 50주년 기념행사를 가졌다. 기념행사는 "과거에 대한 자랑스러움, 미래에 대한 확신"이라는 슬로건 아래 브뤼셀에서 열렸다.
교섭단체와 유럽정당이 유럽 사회당이라는 같은 명칭을 사용하면서 구별이 어려워, 2004년 7월 20일 교섭단체의 이름을 "유럽의회 사회주의자 그룹"으로 변경하고, 유럽정당과 구별할 수 있는 새로운 로고를 만든다.
2007년 교섭단체는 의회 내 제2의 교섭단체로 라트비아와 키프로스를 제외한 모든 유럽연합 회원국에서 의원을 배출했다. 2009년 유럽의회 선거에서 의원 수가 감소한다. 교섭단체는 유럽 사회당에 가입하지 않은 정당인 이탈리아 민주당 소속의원과 함께하기로 한다. 민주당의 소속 의원 중 14명은 사회주의 그룹에 속해 있었고(좌파민주당 출신), 나머지는 유럽자유민주동맹에서 소속되어 있었다. 이탈리아 민주당은 사민주의를 비롯 기민주의 좌파를 포괄하는 정당으로, 사회주의 그룹이 이들을 포괄하기 위해서는 새로운 명칭이 필요했다.
원래 교섭단체 명칭을 유럽사회민주동맹으로 하려고 하였으나, 유럽자유민주동맹과 유사하다는 이유로 새 이름을 사회민주진보동맹으로 정했다. 명칭은 교섭단체 대표 슐츠가 6월 18일 제시하고, 23일 최종적으로 변경했다.

## 조직
사회민주진보동맹은 대표와 부대표가 이끌고 있다. 그외에 사무총장과 재무담당이 따로 있다.

### 역대 대표
역대 교섭단체 대표는 다음과 같다.
|     | 대표                                       | 국가       | 소속정당                           | 취임 | 퇴임 |
| --- | ------------------------------------------ | ---------- | ---------------------------------- | ---- | ---- |
| 1.  | 기 몰레(Guy Mollet)                        | 프랑스     | 노동자인터내셔널 프랑스지부 (SFIO) | 1953 | 1956 |
| 2.  | 헨드리크 파야트(Hendrik Fayat)             | 벨기에     | 사회당 (PS)                        | 1956 | 1958 |
| 3.  | 피에르 라피(Pierre Lapie)                  | 프랑스     | 노동자인터내셔널 프랑스지부 (SFIO) | 1958 | 1959 |
| 4.  | 빌리 비르켈바흐 Willi Birkelbach           | 독일       | 사민당 (SPD)                       | 1959 | 1964 |
| 5.  | 케테 슈트로벨(Käte Strobel)                | 독일       | 사민당 (SPD)                       | 1964 | 1967 |
| 6.  | 프랑시스 발(Francis Vals)                  | 프랑스     | 노동자인터내셔널 프랑스지부 (SFIO) | 1967 | 1974 |
| 7.  | 조르주 스펭알(Georges Spénale)             | 프랑스     | 사회당 (PS)                        | 1974 | 1975 |
| 8.  | 루트비히 펠러마이어(Ludwig Fellermaier)    | 독일       | 사민당 (SPD)                       | 1975 | 1979 |
| 9.  | 에르네스트 글린(Ernest Glinne)             | 벨기에     | 사회당 (PS)                        | 1979 | 1984 |
| 10. | 루디 아른트(Rudi Arndt)                    | 독일       | 사민당 (SPD)                       | 1984 | 1989 |
| 11. | 장피에르 코(Jean-Pierre Cot)               | 프랑스     | 사회당 (PS)                        | 1989 | 1994 |
| 12. | 폴라인 그린(Pauline Green)                 | 영국       | 노동당                             | 1994 | 1999 |
| 13. | 엔리케 바론 크레스포(Enrique Barón Crespo) | 스페인     | 스페인 사회노동당 (PSOE)           | 1999 | 2004 |
| 14. | 마르틴 슐츠(Martin Schulz)                 | 독일       | 사민당 (SPD)                       | 2004 | 2012 |
| 15. | 하네스 스보보다 (Hannes Swoboda)           | 오스트리아 | 오스트리아 사회민주당              | 2012 | 2014 |

## 정당별 소속 의원
| 국가                 | 정당                     | 유럽 정당   | 의원수 (2004-2009) | 의원수 (2009-2014) | 의원수 (2014-2019) | 의원수 (2019-2024) |
| -------------------- | ------------------------ | ----------- | ------------------ | ------------------ | ------------------ | ------------------ |
| 오스트리아           | 오스트리아 사회민주당    | 유럽 사회당 | 7                  | 4                  | 5                  | 5                  |
| 벨기에 （ 플랑드르） | 플랑드르 사회당          | 유럽 사회당 | 3                  | 2                  | 1                  | 1                  |
| 벨기에 （ 왈롱）     | 왈롱 사회당              | 유럽 사회당 | 4                  | 3                  | 3                  | 2                  |
| 불가리아             | 불가리아 사회당          | 유럽 사회당 | 5                  | 4                  | 4                  | 5                  |
| 키프로스             | 사민주의운동             | 유럽 사회당 | -                  | 1                  | 1                  | 1                  |
| 키프로스             | 민주당                   | 무소속      | 1                  | 1                  | 1                  | 1                  |
| 체코                 | 체코 사회민주당          | 유럽 사회당 | 2                  | 7                  | 4                  |                    |
| 덴마크               | 사회민주당               | 유럽 사회당 | 5                  | 4                  | 3                  | 3                  |
| 에스토니아           | 사회민주당               | 유럽 사회당 | 3                  | 1                  | 1                  | 2                  |
| 핀란드               | 사회민주당               | 유럽 사회당 | 3                  | 2                  | 2                  | 2                  |
| 프랑스               | 사회당                   | 유럽 사회당 | 31                 | 14                 | 12                 | 5                  |
| 독일                 | 독일 사회민주당          | 유럽 사회당 | 24                 | 23                 | 27                 | 16                 |
| 그리스               | 범그리스 사회주의 운동   | 유럽 사회당 | 8                  | 6                  | 2                  | 2                  |
| 그리스               | 민주 좌파당(그리스)      | 무소속      |                    | 1                  |                    |                    |
| 그리스               | 토 포타미                | 무소속      |                    |                    | 2                  |                    |
| 헝가리               | 헝가리 사회당            | 유럽 사회당 | 9                  | 4                  | 2                  | 1                  |
| 헝가리               | 민주연합 (헝가리)        | 무소속      |                    |                    | 2                  | 4                  |
| 아일랜드             | 노동당                   | 유럽 사회당 | 1                  | 3                  |                    |                    |
| 아일랜드             | 네사 차일 즈             | 무소속      |                    |                    | 1                  |                    |
| 이탈리아             | 민주좌파당               | 유럽 사회당 | 12                 |                    |                    |                    |
| 이탈리아             | 민주당                   | 유럽 사회당 |                    | 21                 | 31                 | 19                 |
| 이탈리아             | 민주사회당               | 유럽 사회당 | 2                  |                    |                    |                    |
| 이탈리아             | 민주사회당               | 유럽 사회당 | 2                  |                    |                    |                    |
| 이탈리아             | 민주당과 진보주의자들    | 무소속      |                    |                    | 3                  |                    |
| 이탈리아             | 좌파 이탈리아인          | 유럽 사회당 |                    |                    | 1                  |                    |
| 라트비아             | 민족조화당               | 무소속      | 0                  | 1                  | 1                  | 2                  |
| 리투아니아           | 리투아니아 사회민주당    | 유럽 사회당 | 2                  | 3                  | 2                  | 2                  |
| 룩셈부르크           | 룩셈부르크 사회노동당    | 유럽 사회당 | 1                  | 1                  | 1                  | 1                  |
| 몰타                 | 노동당                   | 유럽 사회당 | 3                  | 4                  | 3                  | 4                  |
| 네덜란드             | 노동당                   | 유럽 사회당 | 7                  | 3                  | 3                  | 6                  |
| 폴란드               | 민주좌파연합             | 유럽 사회당 | 5                  | 7                  | 5                  | 3                  |
| 폴란드               | 폴란드 공화국 사회민주당 | 무소속      | 3                  |                    |                    |                    |
| 폴란드               | 비오스나                 | 무소속      |                    |                    |                    | 3                  |
| 포르투갈             | 사회당                   | 유럽 사회당 | 12                 | 7                  | 8                  | 9                  |
| 루마니아             | 사회민주당               | 유럽 사회당 | 10                 | 11                 | 14                 | 8                  |
| 슬로바키아           | 방향–사회민주주의        | 유럽 사회당 | 3                  | 5                  | 4                  | 3                  |
| 슬로베니아           | 사회민주당               | 유럽 사회당 | 1                  | 2                  | 1                  | 2                  |
| 스페인               | 사회노동당               | 유럽 사회당 | 24                 | 21                 | 14                 | 20                 |
| 스웨덴               | 여성주의 구상!           | 무소속      |                    |                    | 1                  |                    |
| 스웨덴               | 스웨덴 사회민주노동당    | 유럽 사회당 | 5                  | 5                  | 5                  |                    |
| 영국                 | 노동당                   | 유럽 사회당 | 19                 | 13                 | 20                 |                    |
| 계                   | 계                       | 계          | 215                | 184                | 189                | 145                |

## 같이 보기
- 유럽 사회당